# Cockburn Town
Cockburn Town és un població caribenya, capital de les Illes Turks i Caicos.
És la seu de govern des del 1766, Cockburn Town va ser el primer assentament permanent a les illes, fundat el 1681 per recol·lectors de sal que van arribar a les Illes Turks i Caicos. La ciutat se suposa que es troba al lloc on Juan Ponce de León va tocar terra per primera vegada a l'illa.
Entre les atraccions hi destaquen el Museu Nacional de Turks i Caicos, situat en una casa d'estil colonial.